# Mamprusi
Die Mamprusi (englisch Mamprussi) sind ein Volk aus den westafrikanischen Staaten Ghana und Togo, das auch Manpelle genannt wird. In Ghana leben etwa 229.000 Mamprusi, in Togo rund 11.000. In Ghana leben die Mamprusi im Wesentlichen in Gambaga im Nordwesten der Northern Region. Dort sind zwei Distrikte nach dem Volk benannt.
Die Sprache der Mamprusi wird Mampruli genannt.